# Chip Esten
Chip Esten, Charles Esten, właśc. Charles Esten Puskar III (ur. 9 września 1965 w Pittsburghu) – amerykański aktor, komik, piosenkarz i autor tekstów piosenek.
Rozpoznawalność przyniosła mu rola piosenkarza country Deacona Claybourne’a w serialu ABC / CMT Nashville (2012–2018).

## Życiorys

### Wczesne lata
Urodził się w Pittsburghu w Pensylwanii jako syn Cynthii Brookes Fulwiler i Charlesa Estena Puskara, II. Ma siostrę, Mary Catherine. Po rozwodzie rodziców, był wychowywany był przez matkę w Alexandrii w Wirginii. Jako trzecioklasista w Maury Elementary School wygrał szkolny konkurs na przepisanie za zmianę słów „To mały świat (w końcu)” na „W końcu to świetna szkoła”. Podczas pobytu w The College of William & Mary w latach 1985–1988 wraz z innymi braćmi z Theta Delta Chi występował w zespole o nazwie N’est Pas. Początkowo zespół grał covery, eklektyczną mieszankę INXS, The Cure, The Police, U2, Toma Petty’ego i R.E.M.. Jednak wkrótce zaczął pisać teksty piosenek do muzyki skomponowanej przez basistę. W 1987 ukończył studia na wydziale ekonomii, a następnie wyprowadził się do Wielkiej Brytanii.

### Kariera
Po raz pierwszy pojawił się w telewizji w 1988 jako uczestnik teleturnieju NBC $ale of the Century pod pseudonimem Chip Puskar. W ciągu pięciu dni wygrał ponad 34 tys. dolarów w gotówce i nagrody, które później sprzedał. W 1991 zadebiutował na West Endzie w Londynie w roli Buddy’ego Holly’ego w musicalu The Buddy Holly Story i otrzymał świetne recenzje. Wystąpił potem w roli klauna w Wolf Trap w Wiedniu i grał główną rolę Józefa w biblijnym musicalu Tima Rice i Andrew Lloyda Webbera Józef i cudowny płaszcz snów w technikolorze, zrealizowanym przez Episcopal Grace Church.
W 1992 jego potencjał został dostrzeżony przez producentów Whose Line Is It Anyway?, którzy zaprosili go na przesłuchanie. Esten bardzo się spodobał, co zaowocowało występami w kilku wersjach brytyjskich oraz bardzo częstą obecnością w wersji amerykańskiej.
W 2003 prowadził program On the Spot, a między 2004 a 2006 był częścią grupy Improv All-Stars. Wystąpił w kilku filmach, głównie w małych rolach, w tym Wysłannik przyszłości (1997) i Trzynaście dni (2000) z Kevinem Costnerem w roli głównej.
Wystąpił gościnnie w serialach, w tym Świat według Bundych, Ja się zastrzelę, Star Trek: Następne pokolenie, Star Trek: Voyager, Dowody zbrodni, Ostry dyżur i Jessie.

## Życie prywatne
2 listopada 1991 ożenił się z Patty Hanson, z którą ma dwie córki – Taylor i Addie oraz syna Chase’a. Mieszkają w Los Angeles.